# 솔라리아 스테이지

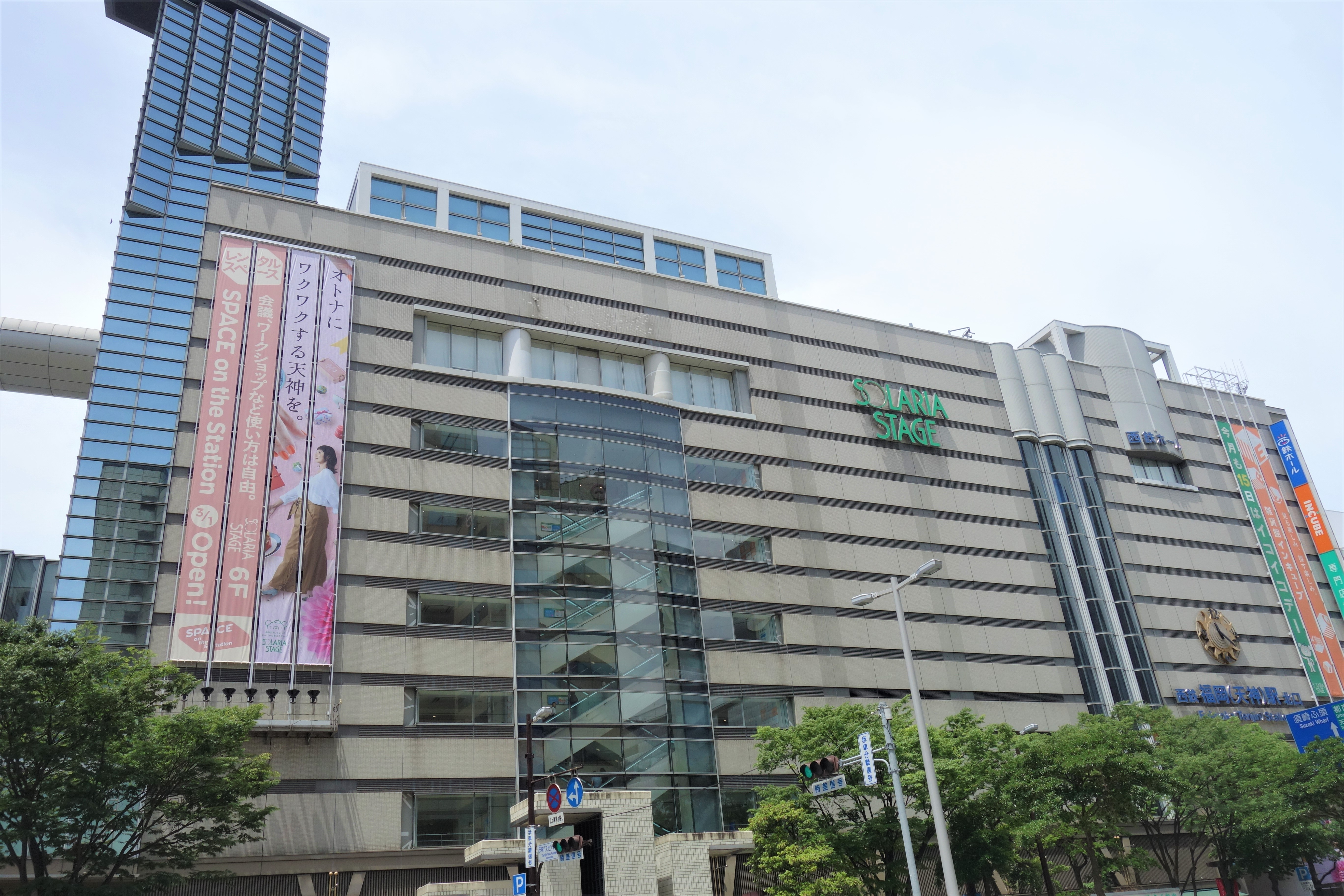
솔라리아 스테이지

솔라리아 스테이지(일본어: ソラリアステージ, 영어: SOLARIA STAGE)는 일본 후쿠오카현 후쿠오카시 주오구 덴진에 위치한 상업시설이다. 위치로는 북쪽은 후쿠오카 파르코 본관에 접하고 남쪽은 기라메키도오리를 사이에 두고 솔라리아 터미널 빌딩에 접하고 있다. 동쪽은 와타나베도오리에 접하고 있으며, 서쪽으로는 도로를 끼고 신텐초 상점가가 있다.
이곳에는 원래 니시테쓰 후쿠오카 역의 역사가 있었지만, 동역이 서일본 철도에 의한 재개발 사업으로 건설된 솔라리아 터미널 빌딩으로 이전하게 되었다.